# Karissa Shannon

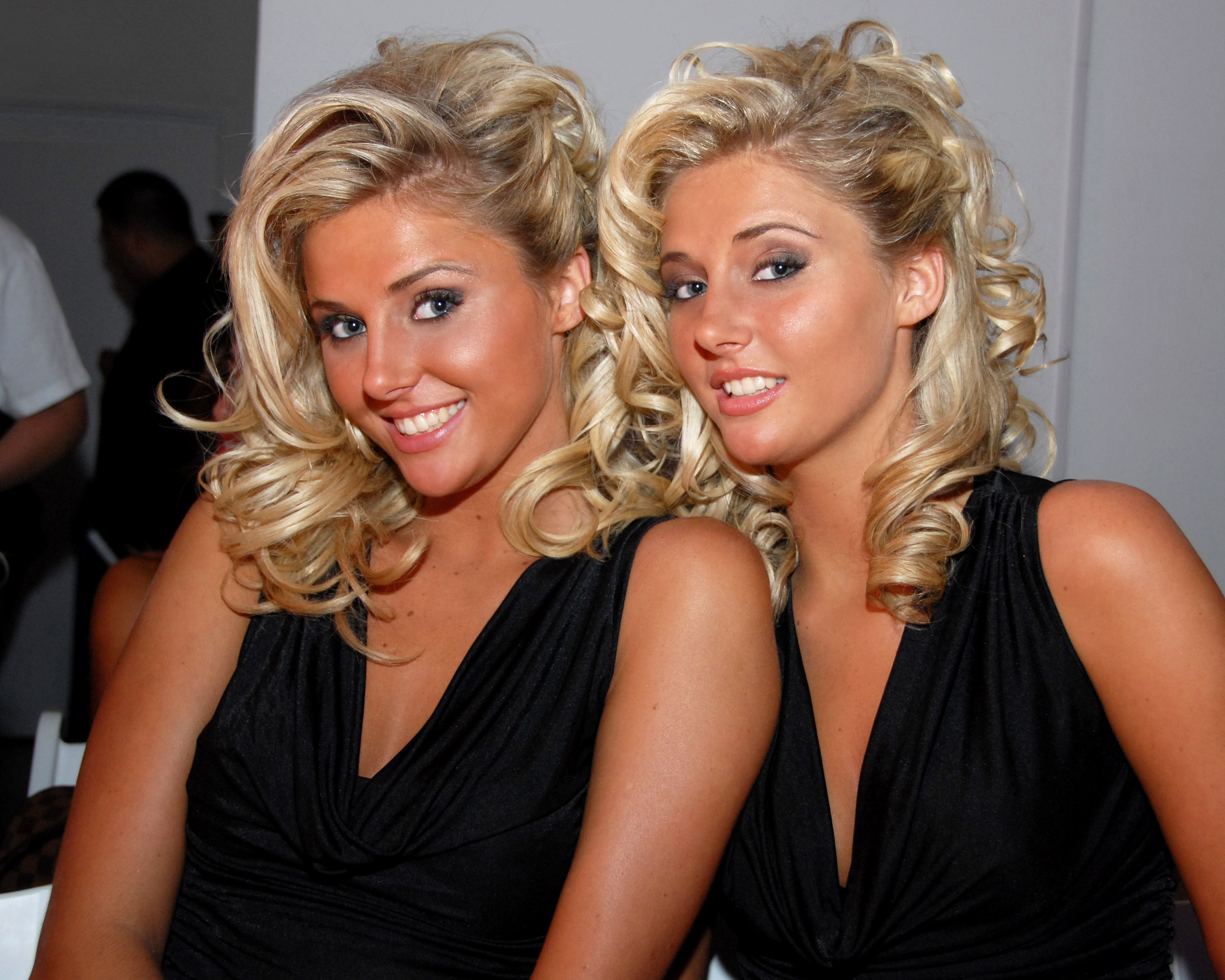
Karissa Shannon (links) mit ihrer Zwillingsschwester Kristina Shannon (rechts) im Jahr 2008

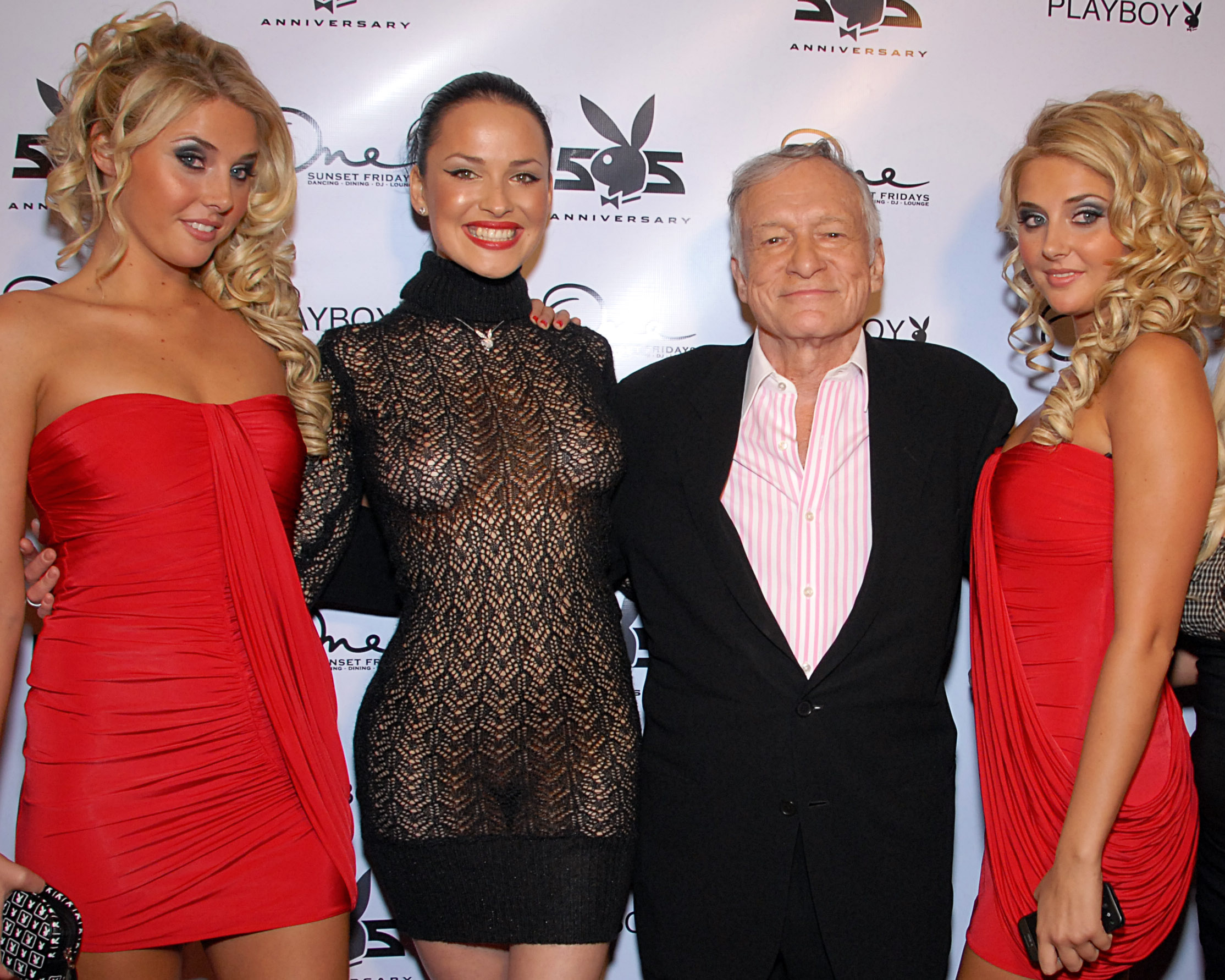
Karissa Shannon (links) und Kristina Shannon (rechts) mit Hugh Hefner und Dasha Astafieva (2007)

Karissa Shannon (* 2. Oktober 1989 in Ann Arbor, Michigan, USA, in den Medien zusammen mit ihrer Zwillingsschwester Kristina Shannon oft als die Shannon-Twins beziehungsweise Shannon-Zwillinge betitelt) ist ein US-amerikanisches Model, Schauspielerin, Playmate und Pornodarstellerin.

## Karriere
Erste mediale Präsenz erlangte Karissa Shannon in den Jahren 2007/08, als Playboy-Gründer Hugh Hefner die Beziehungen mit seinen damaligen drei Freundinnen Holly Madison, Bridget Marquardt und Kendra Wilkinson beendete. Kurz darauf stellte Hefner seine spätere Ehefrau Crystal Hefner sowie Karissa Shannon und ihre Zwillingsschwester Kristina Shannon als seine drei neuen festen Freundinnen vor. Mit der Liebesbeziehung mit Hefner verbunden war eine dauerhafte Besetzung Shannons in der sechsten Staffel der Serie The Girls of the Playboy Mansion, die das Leben Hefners mit seinen Freunden und Partnerinnen in der Playboy Mansion zeigte. Ferner folgte dadurch ein Gastauftritt in Kendra Wilkinsons Fernsehserie Kendra. Die Beziehung zwischen den damals 19-jährigen Shannon-Zwillingen und dem zu dieser Zeit 82 Jahre alten Hefner löste insbesondere wegen des Altersunterschieds von 63 Jahren nicht selten Spott und Kritik aus.
Im Juli 2009 war Karissa Shannon die Playmate des Monats des US-amerikanischen Playboys. Zu sehen war sie dabei zusammen mit Kristina Shannon – die Playmate des Monats August wurde – in der sogenannten Sommer-Ausgabe 2009 des amerikanischen Playboys, die Juli- und August-Ausgabe zu einer Ausgabe verband.
Anfang 2010 gab Hefner sodann die Trennung von den Shannon-Zwillingen bekannt. Als Grund wurde genannt, dass Hefner diese durch die Trennung beim Abschluss eines angeblichen Studiums unterstützen wollte. Teilweise wurde allerdings berichtet, Grund für das Ende der Beziehung sei ein Verhalten der Shannon-Zwillinge gewesen, das mit dem von Hefner favorisierten nicht übereinstimmte, insbesondere sollen sie geschlechtliche Beziehungen zu anderen Männern gepflegt haben.
In der Folgezeit erhielt Karissa Shannon verschiedene Gastrollen in Filmen und Serien. So war sie 2010 in Sofia Coppolas Film Somewhere zu sehen und im Jahr 2012 Gast bei Celebrity Big Brother, der amerikanischen Version von Promi Big Brother. 2015 beziehungsweise 2016 folgten Auftritte in der US-amerikanischen Reality-Serie Rob & Chyna von Rob Kardashian und Blac Chyna sowie in der Serie Botched und dem Fernsehfilm Cocked.
Große mediale Aufmerksamkeit erhielt Karissa Shannon ferner im Zusammenhang mit Karissa Shannon Superstar, einem fast zweistündigen Video, das Karissa Shannon beim privat gefilmten Oral- und Geschlechtsverkehr mit dem US-amerikanischen Schauspieler Sam Jones III zeigt. Dieses wurde im Jahr 2010 von der US-amerikanischen Produktionsfirma für pornografische Inhalte Vivid Entertainment Group online und auf DVD veröffentlicht, nachdem die Akteure eine sechsstellige Summe ausbezahlt bekommen haben sollen. Erhöht wurde diese Aufmerksamkeit zusätzlich durch das Gerücht, es solle ein weiteres Sextape von Shannon und der US-amerikanischen Fernsehdarstellerin Heidi Montag existieren, das deren Ehemann Spencer Pratt produziert haben soll. Dieses wurde der Öffentlichkeit jedoch nie zugänglich gemacht.
2012 wurde Karissa Shannon zudem musikalisch aktiv und veröffentlichte zusammen mit Sam Jones III den Song Juice and Vodka (zu deutsch Saft und Vodka), der vorwiegend negative Kritiken erhielt.
In den darauffolgenden Jahren verminderte sich Shannons mediale Präsenz und sie machte insbesondere aufgrund ihres rapiden körperlichen Wandels Schlagzeilen: Shannon nahm mehrere Kilo zu und unterzog sich Schönheitsoperationen, was von Kritikern immer wieder spöttisch verfolgt wurde. Beruflich wandte sie sich dem Betrieb eines Schönheits-Salons in Beverly Hills zu.
Erneute hohe mediale Beachtung kam im Dezember 2018 der Meldung zu, Karissa Shannon hätte zusammen mit ihrer Schwester Kristina Shannon mit der US-amerikanischen Pornoproduktionsfirma Brazzers den Vertrag geschlossen, gegen eine Bezahlung in Millionenhöhe an pornografischen Produktionen als Darstellerinnen mitzuwirken. Diese Berichterstattung wurde von Karissa Shannon auf ihrem Instagram-Account bestätigt. Bereits vor dieser Meldung verbreiteten Karissa und Kristina Shannon immer wieder privat erstellte Videos von ihnen mit pornografischen Inhalten auf Social-Media-Plattformen. Am 17. Februar 2019 veröffentlichte Brazzers sodann das erste professionell erstellte pornografische Video mit den Shannon-Zwillingen und dem US-amerikanischen Pornodarsteller Scott Nails.

## Persönliches
Im 2007 wurde Karissa Shannon zusammen mit ihrer Schwester wegen eines Körperverletzungsdelikts zu einer Geldstrafe verurteilt, nachdem es auf einer Hausparty zu einer tätlichen Auseinandersetzung zwischen den Shannon-Zwillingen und anderen Partygästen gekommen war.
Mit ihrem Geschlechtsverkehrpartner in Karissa Shannon Superstar, dem US-amerikanischen Schauspieler Sam Jones III, soll Karissa Shannon neben einer geschlechtlichen Beziehung seit 2010 auch eine Liebesbeziehung geführt haben.

## Filmografie
Als Schauspielerin
- 2010: Somewhere
- 2015: Cocked (Fernsehfilm)

Als Pornodarstellerin
- 2020: The Dommes Next Door (Brazzers)
- 2020: Monster Curves Vol. 40 (Reality Kings)

Als sie selbst
- 2009: Kendra (Doku-Soap, eine Episode)
- 2009: Up Close with Carrie Keagan (Fernsehserie, eine Episode)
- 2009: Chelsea Lately (Fernsehserie, eine Episode)
- 2009: Fox Reality Really Awards
- 2008–2009: The Girls of the Playboy Mansion (Doku-Soap, 15 Episoden)
- 2010: Playboy Shootout (Fernsehserie, eine Episode)
- 2010: Karissa Shannon Superstar (Sextape)
- 2012: Celebrity Big Brother (Reality-Show, 25 Episoden)
- 2012: Big Brother's Bit on the Side (Fernsehserie, drei Episoden)
- 2015: Botched (Fernsehserie, eine Episode)
- 2016: Rob & Chyna (Fernsehserie, eine Episode)